# Cantante de playback

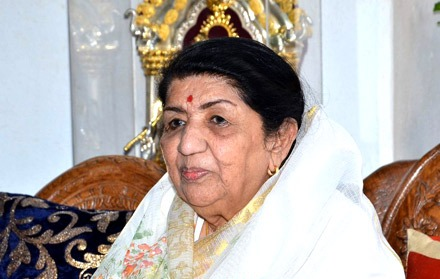
La cantante india de playback Lata Mangeshkar ha grabado miles de canciones.

Un cantante de playback es un cantante cuyo canto está pregrabado para su uso en películas. Los cantantes de playback graban canciones para bandas sonoras, y los actores o actrices sincronizan los labios para las cámaras; el cantante real no aparece en pantalla.

## Asia del Sur
En las películas de Asia del Sur producidas en el subcontinente indio son particularmente conocidas por usar esta técnica. La mayoría de las películas indias, así como las películas pakistaníes, generalmente incluyen seis o siete canciones. Después de Alam Ara (1931), la primera película india sonora, durante muchos años los cantantes hicieron grabaciones duales para una película, una durante el rodaje y luego en el estudio de grabación, hasta 1952 o 1953. Los cantantes de playback populares en India disfrutan del mismo estatus como actores populares y directores de música, y también reciben una gran admiración pública. La mayoría de los cantantes de playback son entrenados inicialmente en música clásica, pero luego a menudo amplían su rango. Mohammed Rafi y Ahmed Rushdi son considerados como dos de los cantantes de playback más influyentes en Asia del Sur. A las hermanas Lata Mangeshkar y Asha Bhosle, que han trabajado principalmente en películas hindi, a menudo se las conoce como dos de las cantantes de playback más conocidas y prolíficas de la India. En 2011, Guinness reconoció oficialmente a Bhosle como el artista más grabado en la historia de la música.

## Hollywood
Los cantantes de playback no son tan comunes en Hollywood contemporáneo como los musicales son menos frecuentes. Sin embargo, fue más ampliamente utilizado en el pasado. Las actuaciones notables de Hollywood incluyen a Marni Nixon en West Side Story para la interpretación de Maria de Natalie Wood, en El rey y yo para Anna Leonowens de Deborah Kerr, y para Eliza en My Fair Lady de Audrey Hepburn; Bill Lee cantando para el Teniente Cable de John Kerr en South Pacific y para el Capitán Von Trapp de Christopher Plummer en The Sound of Music, Lindsay Ridgeway para el personaje de Ashley Peldon como Darla Dimple en la película animada Los gatos no bailan, Claudia Brücken proporcionando la voz de canto para el personaje de Erika Heynatz como Elsa Lichtmann en L.A. Noire, y Betty Noyes cantando para Debbie Reynolds en Cantando bajo la lluvia, una película en donde el playback es un punto importante de la trama.